# Ivalo
Ivalo este un sat component al comunei Inari din Finlanda. Localitatatea este situată pe râul omonim, la o distanță de 20 km sud de lacul Inari. În anul 2003, satul număra 3.998 de locuitori.
Ivalo este deservit de un aeroport, cod ICAO: EFIV, cod IATA: IVL.

## Galerie

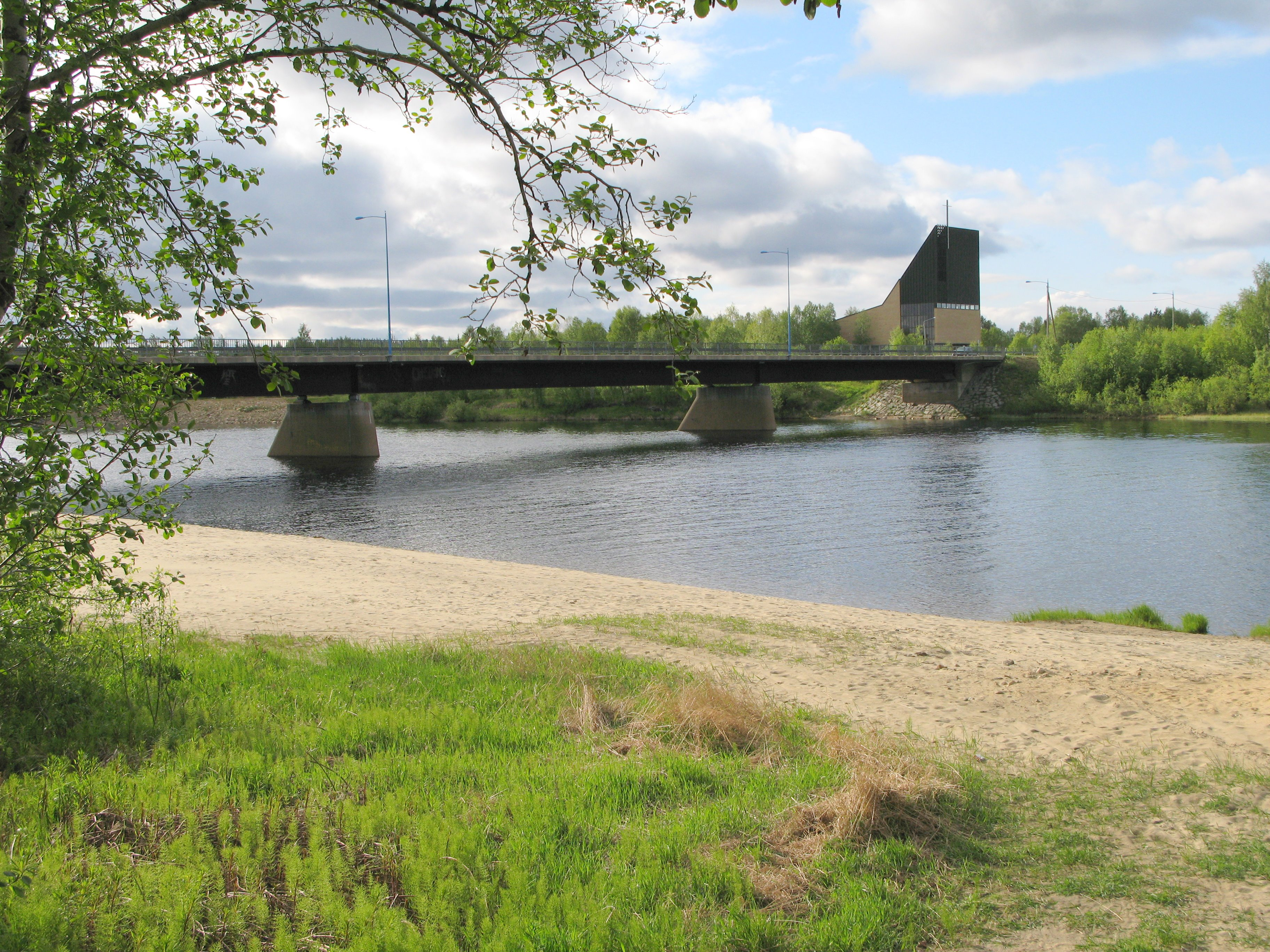
Biserica din Ivalo văzută dinspre Ivalojoki